# Hanagasa ondo
Hanagasa ondo (花笠音頭) est une chanson folklorique de la préfecture de Yamagata au Japon. Le titre signifie littéralement « Chanson du chapeau de paille de fleur ». Elle accompagne une danse de la communauté locale appelée Hanagasa odori (花笠踊り).
La chanson suit un rythme balancé typique du genre musical ondō  et reprend un kakegoe trouvé dans une autre chanson, Ha Yassho Makkasho! La danse est exécutée avec un chapeau de paille simple, décoré de fleurs synthétiques. Elle est généralement réalisée par des femmes mais les hommes peuvent également y participer. Les mouvements de danse sont différents pour chaque sexe.

## Extraits deHanagasa ondo
| Texte japonais : Oraga zaisho ni kite miyashanse kome no CHOI CHOI! (kakegoe) naruki ga ojigi suru Ha Yassho! Makkasho! Shan Shan Shan! | Traduction française : Oh viens ici et vois Comme les têtes de riz ont muri Et s'abaissent profondément avec leur fruit (kakegoe) |

## Source de la traduction
- (en) Cet article est partiellement ou en totalité issu de l’article de Wikipédia en anglais intitulé « Hanagasa Ondo » (voir la liste des auteurs).